# Talfølge
En talfølge er i matematikken, som navnet lægger op til, en potentielt uendelig følge – eller "liste" – af tal skrevet i rækkefølge. Mere formelt kan man anskue det som en afbildning fra de naturlige tal ind i eksempelvis de reelle eller komplekse tal. Til det naturlige tal 1 knyttes således det første element i følgen, til 2 det andet, og så videre. Elementerne i følgen består af kan derved nummereres {\displaystyle a_{1},a_{2},\dots ,a_{k},\dots }, hvor det sænkede nummer kaldes elementets indeks. For lethedens skyld benyttes normalt notationen {\displaystyle \left(a_{n}\right)_{n=1}^{\infty }}. Man taler også om, at hvis følgens elementer ligger i en mængde {\displaystyle V}, så er det en følge over {\displaystyle V}.
En talfølge kan være konvergent, dvs. at den nærmer sig en bestemt værdi når n bliver større. Er følgen ikke konvergent kaldes følgen divergent. Mange følger kan udtrykkes ved en formel. Eksempelvis kan følgen {\displaystyle (a_{n})=\left(1,{\frac {1}{2}},{\frac {1}{4}},{\frac {1}{8}},\dots \right)} skrives som {\displaystyle (a_{n})=\left({\frac {1}{2^{n}}}\right)} eller bare uden parenteserne {\displaystyle a_{n}={\frac {1}{2^{n}}}}, med n startende ved 0.

Matematiske emner, der omhandler følger:
- Differensligninger
- Den karakteristiske ligning for en differensligning
- Bevis for formlen for det n'te Fibonaccital
- Konvergent følge
- Regneregler for grænseværdier af følger
- Delfølger
- Cauchy-følger
- Taxital

| Matematik | Spire Denne artikel om matematik er en spire som bør udbygges. Du er velkommen til at hjælpe Wikipedia ved at udvide den. |